# ロアンゴ
ロアンゴ（フランス語: Loango）はコンゴ共和国の町である。クイル県の県都である。大西洋沿岸に位置するロアンゴの人口は、2023年の国勢調査で21,016人だった。

## 歴史
ロアンゴ王国の首都だったことがある。